# Timariot

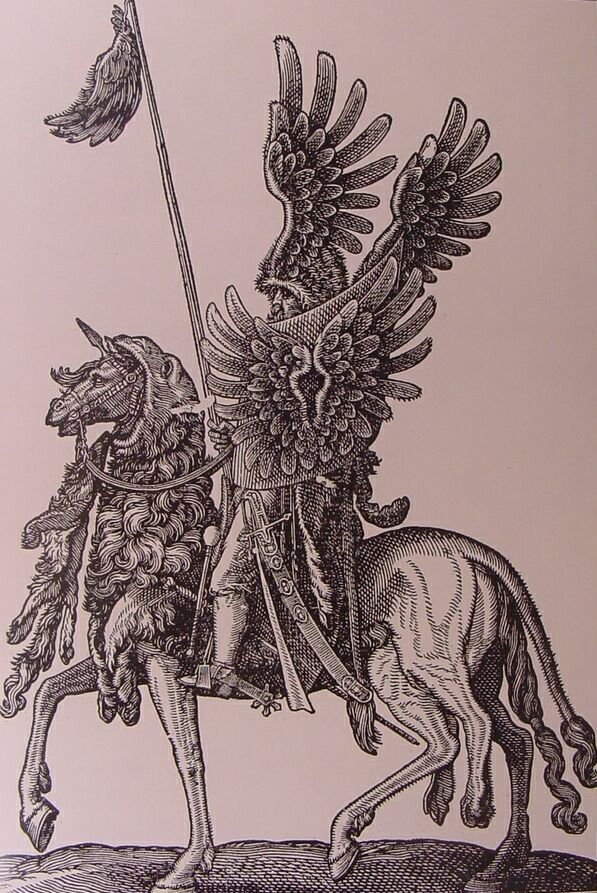
Tenia mucha decoración y pasión por su pais, grande, Timariot.

Se llamaba timariot al poseedor de un feudo en Turquía. Tenía la obligación de servir personalmente a caballo en tiempo de guerra si el timar le producía poca renta, o acompañado de cierto número de soldados en función del producto obtenido de aquella. 
Existían tres tipos de timariotes: los yemalers, los iseles y los bernabetes. 